# Nasutitermes
Nasutitermes es un género de termitas de la familia Termitidae.

## Especies
Se reconocen las siguientes:
- Nasutitermes bikpelanus
- Nasutitermes corniger
- Nasutitermes ephratae
- Nasutitermes exitiosus
- Nasutitermes magnus
- Nasutitermes matangensiformis
- Nasutitermes matangensis
- Nasutitermes nigriceps
- Nasutitermes novarumhebridarum
- Nasutitermes pinocchio
- Nasutitermes polygynus
- Nasutitermes princeps
- Nasutitermes takasagoensis
- Nasutitermes triodiae
- Nasutitermes walkeri